# Envenenamiento de Alekséi Navalni
El envenenamiento de Alekséi Navalni, figura de la oposición rusa y activista anticorrupción, se produjo el 20 de agosto de 2020, cuando, mediante el uso de un agente nervioso, fue envenenado y hospitalizado en estado grave. La sospecha inicial de que uno de sus objetos anuales había sido envenenado antes de su vuelo de Tomsk a Moscú fue confirmada cuando una investigación reveló que el veneno se había aplicado en su ropa interior. Durante el vuelo, Navalni enfermó violentamente y fue llevado de urgencia a un hospital en Omsk después de un aterrizaje de emergencia allí, donde se le aplicó un coma inducido. Fue evacuado al hospital Charité en Alemania dos días después. Navalni permaneció en coma inducido hasta el 7 de septiembre, cuando empezó a responder a estímulos verbales. Recibiría el alta el 23 de septiembre, pero continuiría su estancia en Alemania hasta completar su rehabilitación física.
Otras figuras rusas excelentemente encontradas, incluidos activistas, periodistas y ex espías, especialmente los críticos del Kremlin, han sufrido ataques por envenenamiento en las últimas décadas, como lo fue en el caso de los exespías Aleksandr Litvinenko y Serguéi Skripal, cuyos ataques fueron atribuidos a agencias de inteligencia rusas. El Kremlin ha negado su participación en el envenenamiento de Navalni y los ataques anteriores.
A principios de septiembre de 2020, el gobierno de Alemania confirmó mediante pruebas de laboratorio que el envenenamiento de Navalni se había realizado inequívocamente con el agente nervioso Novichok, un compuesto históricamente elaborado y empleado por el gobierno ruso y empleado en operaciones similares. El gobierno alemán, junto con otros de Europa, exigió inmediatamente explicaciones al gobierno de Rusia.
El 17 de enero de 2021, Navalni volvió a Rusia en avión desde Alemania y fue detenido en el Aeropuerto Internacional de Moscú-Sheremétievo. A consecuencia de su detención y a raíz de la publicación del documental El palacio de Putin: historia del mayor soborno por parte del equipo de Navalni el 19 de enero, se dieron protestas generalizadas en toda Rusia. El 2 de febrero fue condenado a dos años y ocho meses de prisión por, según la policía rusa, violar los términos de una libertad condicional emitida en una sentencia por supuesto fraude en 2014.

## Contexto

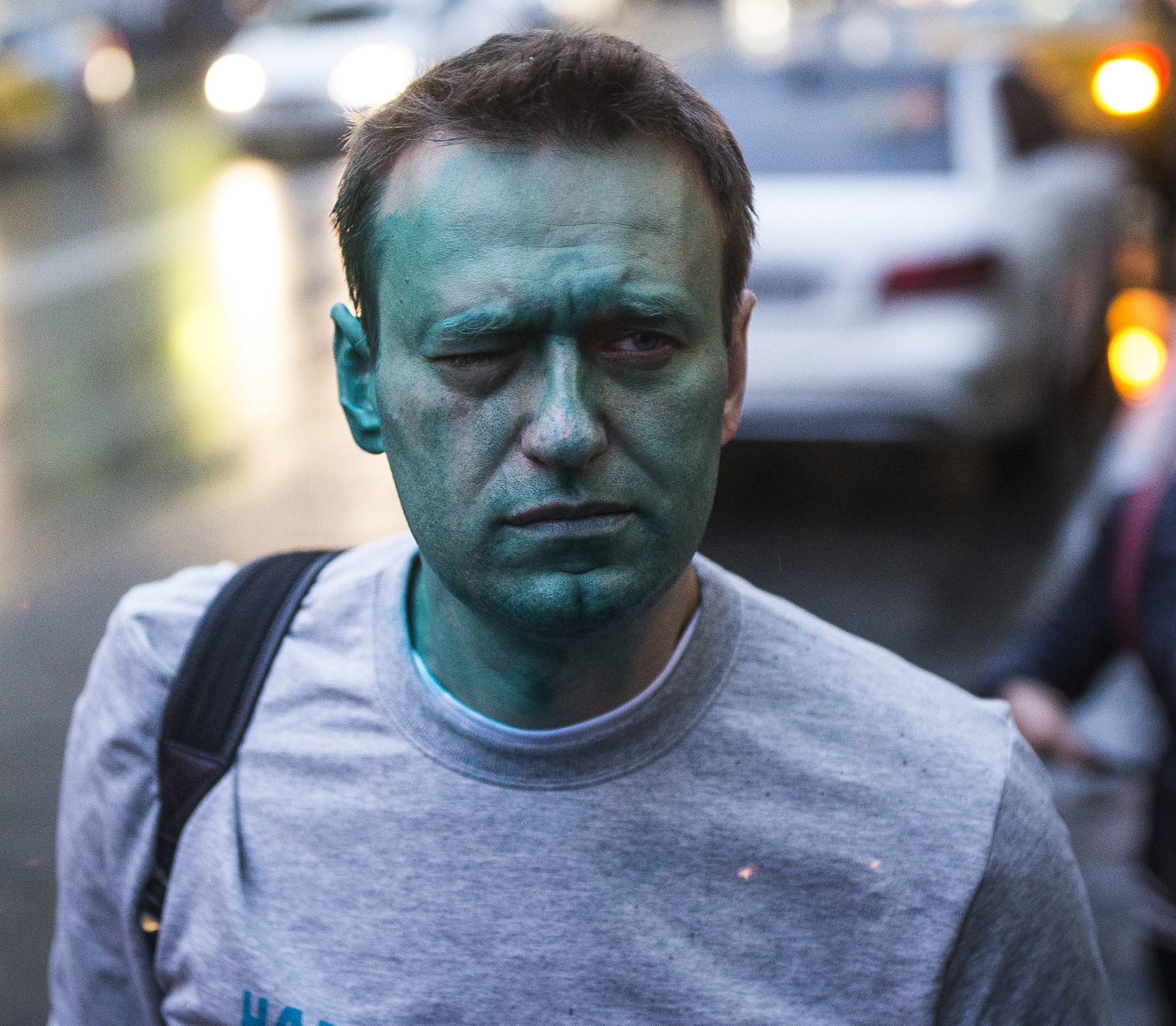
Navalni tras ser atacado por verde brillante en 2017

Alekséi Navalni había sido previamente atacado por sustancias químicas. El 27 de abril de 2017, Navalni fue atacado por desconocidos en el exterior de su oficina en la Fundación Anticorrupción, los cuales rociaron una mezcla de verde brillante, un colorante derivado del triarilmetano, posiblemente junto con otros componentes, en su rostro. Posteriormente Navalni afirmaría que el incidente le había causado la pérdida del ochenta por ciento de la vista en su ojo derecho. También comentó que su médico sospechaba de la presencia de una segunda sustancia corrosiva en el líquido pero que «había esperanza» de que recuperase totalmente la vista perdida. Asimismo, alegó que el perpetrador del ataque había sido Aleksandr Petrunko y que este guardaba vínculos con el vicepresidente de la Duma estatal, Piotr Tolstói. Más tarde Navalni acusaría al Kremlin de haber orquestado el ataque.
Otro incidente ocurrió en julio de 2019, cuando Navalni fue arrestado y enviado a prisión. El 28 de julio fue hospitalizado con graves daños en los ojos y la piel. En el hospital le diagnosticaron una reacción alérgica, aunque este diagnóstico fue cuestionado por Anastasia Vasílieva, una de sus médicas personales. Vasílieva sugirió la posibilidad de que la condición de Navalni fuera el resultado de «los efectos dañinos de sustancias químicas indeterminadas». El 29 de julio de 2019, Navalni fue dado de alta del hospital y devuelto a prisión, a pesar de las objeciones de su médico personal, que cuestionó los motivos del hospital. Partidarios de Navalni y periodistas se reunieron fuera del hospital y luego fueron dispersados por la policía, que arrestó a varios participantes.
En agosto de 2020, en los días previos al presunto envenenamiento, Navalni había estado publicando videos en su canal de YouTube en los que expresaba su apoyo a las protestas en Bielorrusia de 2020 a favor de la democracia, desencadenadas por las controvertidas elecciones presidenciales de Bielorrusia de 2020. Navalni también había escrito que el tipo de «revolución» que estaba teniendo lugar en la vecina Bielorrusia podría ocurrir en Rusia. El sitio de noticias local Tayga.Info informó que durante su viaje a Siberia, Navalni había estado llevando a cabo una investigación, además de reunirse con candidatos y voluntarios locales. Cuando se le preguntó si estaba preparando una exposición, la abogada de la Fundación Anticorrupción Liubov Sóbol dijo: «No puedo revelar todos los detalles, pero Navalni estaba en un viaje de trabajo. No estaba de vacaciones por la zona».
La principal sospecha gira en torno al hecho de que el envenenamiento de Navalni pudo haber sido un ataque por motivos políticos relacionado con su trabajo de oposición. Otras figuras destacadas en Rusia, incluidos activistas, periodistas y exespías, han sufrido ataques por envenenamiento en las últimas décadas, como Aleksandr Litvinenko en 2006 y Serguéi Skripal en 2018, ambos en el Reino Unido. En el primer caso, el veneno se administró colocándolo en el té de Litvinenko. Las autoridades británicas culparon de ambos ataques a las agencias de inteligencia rusas y una investigación concluyó que el presidente ruso Vladímir Putin había «probablemente» aprobado el asesinato de Litvinenko. La periodista y defensora de los derechos humanos Anna Politkóvskaya, conocida por sus críticas a Putin y su cobertura de la Segunda guerra chechena, cayó enferma durante un vuelo para cubrir la masacre de la escuela de Beslán en 2004 después de beber té en un aparente intento de envenenamiento. Más tarde fue asesinada en 2006. El Kremlin negó su participación en tales ataques.
Según el activista Ilyá Chumakov, quien se reunió con Navalni junto con otros seguidores el día antes de su vuelo, cuando se le preguntó a Navalni por qué no estaba muerto, dijo que su muerte no sería beneficiosa para Putin y que lo convertiría en un héroe.

## Envenenamiento y hospitalización

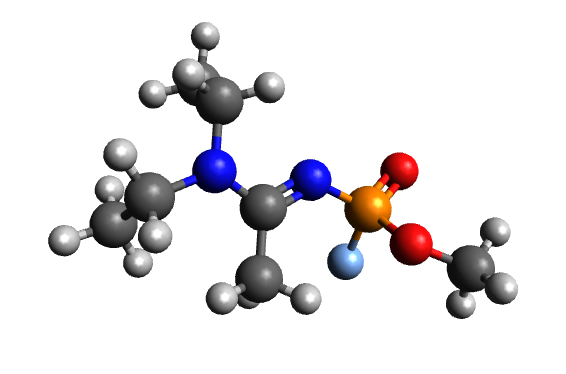
Estructura química del Novichok

El 20 de agosto de 2020, Navalni enfermó durante un vuelo de Tomsk a Moscú, requiriendo su hospitalización en urgencia en el Hospital de Emergencias Clínicas de la Ciudad n.º 1 en Omsk, donde el avión realizó un aterrizaje de emergencia. La degradación de su estado en el avión fue repentina y violenta, e imágenes en video mostraron a los miembros de la tripulación en el vuelo corriendo hacia él y a Navalni gritando de dolor.
Posteriormente, ese mismo día, su portavoz declaró que se encontraba en coma en el hospital y que requería de ventilación mecánica para respirar. Asimismo afirmó que Navalni solo había bebido té desde esa mañana y que se sospechaba que algún tipo de sustancia había sido añadida a su bebida. En unas declaraciones del hospital de Omsk se confirmó que Navalni se encontraba en condición estable dentro de la gravedad. Igualmente, profesionales de esta institución reconocieron inicialmente que Navalni había sido probablemente envenenado, aunque posteriormente el médico jefe adjunto del hospital declaró a los periodistas que el envenenamiento era «un escenario entre muchos» que se estaban considerando. Los médicos también habían barajado inicialmente la hipótesis de que Navalni padecía un trastorno metabólico causado por un nivel bajo de azúcar en sangre, aunque más tarde reafirmaron que lo más probable es que hubiera sido envenenado por agentes antipsicóticos o neurolépticos, añadiendo que se habían encontrado productos químicos industriales como 2-etilhexil difenil fosfato en los análisis serológicos. Una fotografía en las redes sociales tomada por un fan parecía mostrar a Navalni bebiendo té en un café del aeropuerto de Tomsk previo al vuelo. La agencia de noticias Interfax informó que los propietarios del café estaban revisando las imágenes de CCTV para comprobar si se podía proporcionar alguna evidencia al respecto.
Por la tarde, la esposa de Navalni, Yulia, llegó al hospital desde Moscú junto con su médico personal, Anastasia Vasílieva. Sin embargo, las autoridades inicialmente se negaron a permitirles entrar en la habitación, exigiendo una prueba en forma de certificado de matrimonio que atestara que Yulia era su esposa. Ese mismo día, un avión fletado pagado por la Cinema for Peace Foundation fue enviado desde Alemania para evacuar a Navalni de Omsk, Rusia, con el objetivo de proporcionar tratamiento a Navalni en el hospital Charité en Berlín. Aunque los médicos que lo trataron en Omsk inicialmente declararon que Navalni estaba demasiado enfermo para ser transportado, finalmente accedieron al traslado. Navalni llegó a Berlín el 22 de agosto. Unos días más tarde, el 24 de agosto, Aleksandr Murajovski, médico jefe del hospital de Omsk, afirmó a medios de Reuters que lo habían salvado pero que no encontraron rastros de veneno en su sistema, difiriendo con las declaraciones oficiales del día 21. Ante la pregunta, los médicos del hospital negaron igualmente haber sido presionados por funcionarios rusos. El equipo médico de la Charité en Berlín, sin embargo, anunciaría más tarde ese mismo día que las indicaciones clínicas apuntaban a que había sido envenenado con lo que a priori parecía un inhibidor de colinesterasa y que se realizarían más pruebas para descubrir la sustancia exacta. La evidencia podría venir con la publicación de las pruebas de laboratorio iniciadas.
A 25 de agosto, Navalni permanecía en un coma inducido médicamente. En un comunicado oficial del hospital, los médicos mencionaron la posibilidad de una recuperación, pero que esta acarrearía un probable daño irreversible en su sistema nervioso. Posteriormente el Dr. Murajovski desde Omsk redactaría una carta a dirigida al equipo de la Charité, en la que solicitaba datos de laboratorio sobre su envenenamiento con un inhibidor de colinesterasa, indicando que los médicos de su hospital en Rusia no habían encontrado evidencia de tal sustancia. Añadía, además que la disminución de la colinesterasa podía haberse dado como consecuencia de la ingesta de un compuesto o naturalmente. La misiva incluía como elemento adjunto el análisis del hospital en el que supuestamente no se habían detectado inhibidores de colinesterasa. Sin embargo, Murajovski confirmó que en Omsk se le había administrado atropina, empleada para contrarrestar ciertos agentes nerviosos y en casos de envenenamiento por plaguicidas, pero cuestionó estos hechos tuvieran relación alguna con un supuesto envenenamiento.
El 7 de septiembre de 2020, médicos del hospital La Charité anunciaron que Navalni había logrado salir del coma inducido en el que se encontraba y que estaba comenzando a hablar. En este momento se acordó, bajo el consentimiento de Alexséi, que todos los detalles de su hospitalización serían anunciados públicamente. El día 14, el hospital realizó un segundo comunicado en el que se confirmaba que su condición seguía mejorando, así como que recibía tratamiento en rehabilitación y que era capaz de salir de la cama durante períodos breves de tiempo. El 15 de ese mismo mes, Navalni publicaría una foto en su perfil de Instagram con una descripción sarcástica en la que afirma que podía respirar sin necesidad de ventilación mecánica; y cinco días más tarde, en otra publicación, mostraría una foto en la que aparece bajando unas escaleras. El 22 de septiembre recibió el alta del hospital con buen pronóstico, aunque con incertidumbre, según el equipo médico, respecto a los efectos a largo plazo de su envenenamiento. En otro post de Instagram, Navalni afirmaría salir del hospital para ir a un lugar «con árboles» en el que poder realizar fisioterapia. Más tarde se confirmaría que recibió una visita de Angela Merkel durante su hospitalización.

## Regreso a Rusia

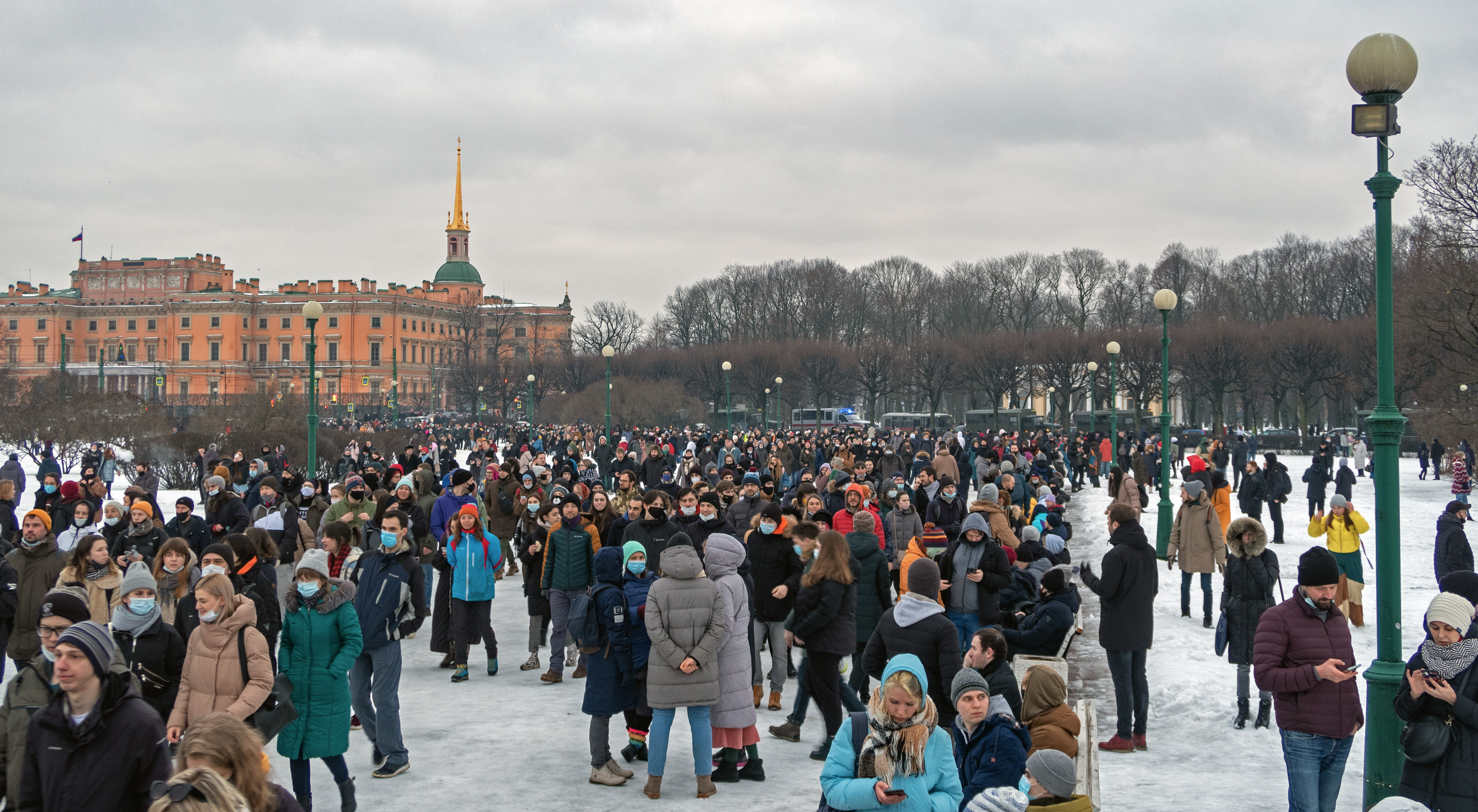
Manifestantes en San Petersburgo

El 17 de enero de 2021, Navalni regresó a Rusia en un vuelo desde Berlín con destino al Aeropuerto Internacional de Moscú-Vnúkovo. Sin embargo, este fue cerrado por las autoridades en el último minuto, y su avión fue redirigido al Aeropuerto Internacional de Moscú-Sheremétievo. A su llegada, Navalni fue detenido por la policía rusa en el control de pasaportes, citando como motivo su ausencia tras la reciente citación a declarar de un juez con relación a una sentencia contra él suspendida de 2014. Cientos de simpatizantes ignoraron la prohibición de acceder al aeropuerto para protestar su arresto. Horas antes, Navalni declaraba estar «extremadamente feliz» y «no tener miedo» de volver a Rusia tras haber pasado cinco meses convaleciente en Alemania. Tras el arresto, su portavoz tuiteó que «[La detención] no era más que una muestra de que las autoridades rusas temían el retorno de Navalni».
El 18 de enero, un juez a cargo del caso de Navalni ordenó la prolongación de su detención preventiva durante treinta días, a la espera de un juicio posterior que podría dictar sentencia firme. Como respuesta a esto, Navalni llamó a sus seguidores a protestar el sábado 23. Las protestas, que ya habían estado activas en toda Rusia desde su detención, se intensificaron en el fin de semana del 23 de enero. Estas fueron calificadas por algunos medios como las más intensas en el país en la última década. Se tomaron las principales plazas de las mayores ciudades y a lo largo del fin de semana el estado ruso recurrió a la policía para disuadir a los participantes. Para el domingo 24, los enfrentamientos entre protestantes y policía se habían tornado más violentos, saldándose con un total de tres mil quinientos arrestos. Las protestas se repitieron el fin de semana siguiente, con más detenciones por parte de la policía.
El 19 de enero, la Fundación Anticorrupción dirigida por Navalni publicó una investigación acerca del Palacio de Putin, presumible propiedad de Vladímir Putin, situado a las orillas del mar Negro en Gelendzhik. La investigación consta de un documental con subtítulos en inglés así como con un informe publicado exclusivamente en ruso. El vídeo con el documental titulado El palacio de Putin: historia del mayor soborno contaba con doce millones de visualizaciones a las nueve horas de su aparición en Youtube.
El 2 de febrero su juicio se resolvió y fue condenado a dos años y ocho meses de prisión en una colonia penal. Navalni hizo uso del recurso de apelación, pero este fue rechazado en un juicio posterior el 20 de febrero.

## Investigaciones
El 27 de agosto de 2020, la policía rusa inicia una investigación preliminar sobre el envenenamiento e inspeccionó la habitación de hotel de Navalni, las imágenes de seguridad y exploraron su viaje. La policía afirmó haber recopilado más de cien muestras de posible evidencia. Sin embargo, más tarde rechazaría la idea de abrir una investigación criminal más detallada citando que esta «no sería necesaria».
Sin embargo, días más tarde, el 2 de septiembre, el gobierno alemán confirma, tras la realización de estudios de laboratorio en Alemania, que Navalni había sido envenenado mediante el uso de Novichok, exigiendo, asimismo, explicaciones al gobierno ruso. El 17 de ese mismo mes, una investigación realizada por la fundación asociada a Navalni revela que se habían encontrado restos de Novichok en la botella de agua hallada en su habitación del hotel.
Más tarde, a principios de octubre de 2020, la Organización para la Prohibición de las Armas Químicas (OPAC) declararía en un comunicado que el veneno utilizado corresponde a una versión más débil del Novichock empleado en el envenenamiento de Serguéi y Yulia Skripal en marzo de 2018. También en octubre, varias agencias europeas a cargo de la investigación confirman que el envenenamiento fue realizado por el Servicio Federal de Seguridad (FSB) ruso.
En diciembre de 2020, el periódico de investigación Bellingcat revela en un informe, citando datos de telecomunicaciones y de desplazamientos, que el envenenamiento de Navalni fue orquestado por un escuadrón a cargo del Servicio Federal de Seguridad (FSB) —coincidiendo con la conclusión de las agencias de seguridad europeas— y que esta organización lo había estado siguiendo en más de treinta de sus viajes para preparar el eventual asesinato. El medio cita, además, que ya había habido un intento de asesinato en julio de 2020 durante uno de estos viajes. El informe de Bellingcat está acompañado por un documental presentado por el propio Navalni.
A mediados del mismo mes de diciembre, Navalni hace pública una conversación en la que habla con un agente del FSB, Konstantín Kudriávtsev, supuesto partícipe en la operación. En la llamada, el propio Navalni se hace pasar por un empleado del FSB y pregunta información específica sobre los acontecimientos del día del envenenamiento. Kudriávtsev acabaría por confesar que él mismo, junto con otro agente, colocó el Novichok en la ropa interior de Navalni el día de los hechos.

## Reacciones internacionales
Tras hacerse pública la noticia, el 3 de septiembre la Organización para la Prohibición de las Armas Químicas emitió un comunicado en el que recordó que, según la Convención sobre Armas Químicas, cualquier envenenamiento de un individuo mediante un agente nervioso es considerado como empleo de arma química. También se declaró dispuesta a prestar ayuda a cualquier Estado que requiera su asistencia.
El portavoz del Kremlin, Dmitri Peskov, en unas declaraciones posteriores al suceso y representando al Kremlin, deseó una pronta recuperación y anunció que las fuerzas del orden iniciarían una investigación si hay confirmación de un envenenamiento.
El presidente francés, Emmanuel Macron, declaró que Francia estaba dispuesta a ofrecer «toda la asistencia necesaria ... en términos de atención médica, asilo, protección» a Navalni y su familia y exigió claridad sobre las circunstancias que rodearon el incidente. La canciller alemana, Angela Merkel, también ofreció la asistencia médica necesaria en los hospitales alemanes. Amnistía Internacional pidió una investigación sobre el presunto envenenamiento.
El 6 de septiembre, en una entrevista al periódico Bild el ministro alemán de Relaciones Exteriores Heiko Maas pidió explicaciones sobre el envenenamiento del opositor ruso Alekséi Navalni. «Si la parte rusa no participa en la investigación del crimen contra el señor Navalni, esto sería un indicio más de la participación del Estado. Si no va más allá de los encubrimientos y las cortinas de humo, debemos asumir que Rusia tiene algo que ocultar», afirmó el ministro.
El gobierno de los EE. UU., a través de su entonces secretario de estado Mike Pompeo, emitió un comunicado en el que condenó la acción del gobierno ruso de arrestar a Navalni, así como otros intentos de silenciar a la oposición al gobierno ruso. En la parte final del mensaje, Pompeo pidió «su liberación inmediata e incondicional».
El Kremlin negó su participación en el envenenamiento de Navalni después de las acusaciones de que Putin sancionó el envenenamiento de Navalni, y el portavoz del Kremlin, Dmitri Peskov, las descartó como falsas. Tras la sucesión de protestas del fin de semana del 23 de enero de 2021, la embajada rusa en el Reino Unido tuiteó que las protestas de Navalni tenían como objetivo intervenir en los asuntos internos de Rusia y que estas habían sido orquestadas por las embajadas de países occidentales, incluyendo la de EE. UU. en Moscú.
El 25 de enero de 2021, la Unión Europea anunció la visita del Alto Representante de la Unión Europea para Asuntos Exteriores, Josep Borrell, a Moscú con el objetivo de condenar el arresto de Navalni y pedir explicaciones al Kremlin, considerando los hechos como «completamente inaceptables». Además, los jefes de Gobierno de los Estados miembros acordaron reunirse en una cumbre en marzo para debatir posibles sanciones a Rusia. La visita acabaría percibiéndose como un acto «humillante» para la Unión, al culminar en una rueda de prensa en la que Serguéi Lavrov, ministro de exteriores de Rusia, acusó a los líderes europeos de mentir sobre el envenanimiento, calificando la institución de «aliado poco fiable». Además, durante la visita de Borrell, Rusia expulsó a diplomáticos de Suecia, Alemania y Polonia, presuntamente por haber asistido a manifestaciones en apoyo de Navalni. Borell respondería más tarde afirmando que el objetivo de su visita era el de «comprobar si Moscú estaba dispuesto a invertir el curso deteriorante de su relación con la Unión y aprovechar la oportunidad para construir diálogo», a lo que añadiría que «no parece ser el caso». A consecuencia de esto, más de setenta eurodiputados firmaron una carta pidiendo la dimisión de Borrell.
El 1 de febrero de 2021, el Tribunal Europeo de Derechos Humanos, manifestó que el 12 de enero se había dirigido al gobierno de la Federación de Rusia comunicándole que había abierto una causa acerca del envenenamiento de Alekséi Navalni. En su escrito, entre otras cosas, el TEDH solicita que el gobierno aclare si no fue vulnerado el Artículo 2 de la Convención Europea de Derechos Humanos referente al derecho a la vida y si Navalni tuvo la posibilidad de que la administración de justicia de Rusia abriera una instrucción acerca de dicho envenenamiento. En este tipo de procedimientos los gobiernos cuentan con 12 semanas para responder a la demanda del TEDH.
El 14 de noviembre de 2022, el Consejo de la Unión Europea emitió la orden de aplicar sanciones a ocho funcionarios del Servicio Federal de Seguridad (FSB) de Rusia por el empleo de armas químicas en el envenenamieno de Alekséi Navani. Esta incluye a los miembros del grupo de expertos en dicho armamento, así como al subdirector del Instituto de Criminalística del FSB y al director del Centro de Tecnologías Especiales Signal.

## Investigación de otros envenenamientos por el mismo equipo del FSB
Los agentes del FSB que intoxicaron al líder opositor Alekséi Navalni podrían estar involucrados en al menos tres muertes en condiciones similares en Rusia en los últimos años, según aseguró una investigación de The Insider, Der Spiegel y The Bellingcat publicada el 27 de enero de 2021. La lista de estos presuntos ataques químicos incluye el asesinato del periodista y activista de derechos humanos Timur Kuáshev, el del activista daguestaní Ruslán Magomedraguímov y el del líder del movimiento Nueva Rusia Nikita Isáiev. En los tres casos están involucrados agentes que ya habían aparecido en la investigación por el envenenamiento de Navalni.